# لی آیزن
نامِ چینینویسه‌های چینی سنتی李愛珍نویسه‌های چینی ساده‌شده李爱珍
لی آیزن (انگلیسی: Li Aizhen؛ زادهٔ ۱ ژانویهٔ ۱۹۳۶) فیزیک‌دان اهل شیشی و از اعضای وابسته خارجی آکادمی ملی علوم است. او در مؤسسه میکروسیستم و فناوری اطلاعات شانگهای (انستیتوی متالورژی سابق شانگهای)، وابسته به آکادمی علوم چین (CAS) مشغول به کار است. وی در زمینه کار روی مواد نیمه رسانا شناخته شده است، در سال ۲۰۰۷ به عنوان همکار خارجی آکادمی ملی علوم ایالات متحده انتخاب شد.

## زندگی‌نامه
لی در روستای گوانبیان، شهر یونگنینگ، شیشی، استان فوجیان متولد شد در سال ۱۹۵۴ از دبیرستان اول کوانژو فارغ‌التحصیل شد و برای تحصیل در رشته شیمی وارد دانشگاه فودان شد.